# Les Déserts
Les Déserts sont une commune française du département de la Savoie, en région Auvergne-Rhône-Alpes.

## Géographie

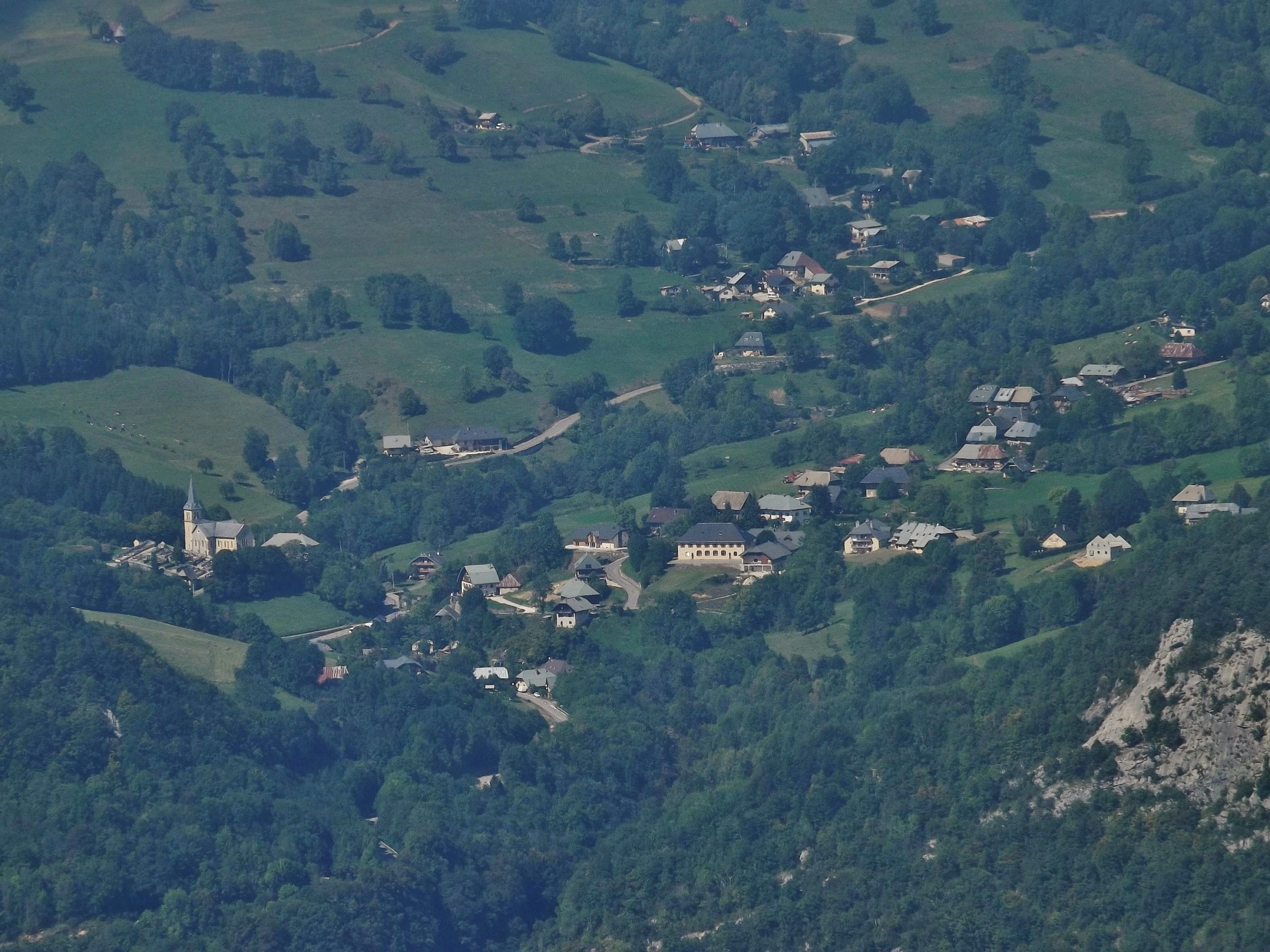
Chef-lieu vu de la pointe de la Galoppaz.

C'est une commune de montagne du massif des Bauges faite de divers hameaux situés à des altitudes différentes. Par exemple : La Combe (chef-lieu), Les Mermets, Les Bouvards, Les Gérards, Les Droux, Plainpalais, la Féclaz, etc. Son territoire comporte aussi de nombreuses prairies et forêts.

### Communes limitrophes
Les communes limitrophes des Déserts sont Saint-Jean-d'Arvey au sud, Thoiry au sud-est, Aillon-le-Jeune (sur 600 m) à l'est, Le Noyer et Saint-François-de-Sales au nord-est, Saint-Offenge-Dessus (sur 400 m), Le Montcel et  Pugny-Chatenod (sur 400 m au milieu le village du Revard) au nord, Mouxy au nord-ouest, Drumettaz-Clarafond à l'ouest et Vérel-Pragondran au sud-ouest. Ces quatre dernières communes sont situées sur le versant ouest du mont Revard.
| Mouxy               | Pugny-Chatenod, Montcel, Saint-Offenge-Dessus | Saint-François-de-Sales, Le Noyer              |
| Drumettaz-Clarafond | des Déserts                                   | Aillon-le-Vieux (quadripoint), Aillon-le-Jeune |
| Verel-Pragondran    | Saint-Jean-d'Arvey                            | Thoiry                                         |

### Voies de communication et transports

#### Liaisons aériennes
Le territoire des Déserts ne dispose d’aucun aéroport ou aérodrome, mais l’aéroport de Chambéry-Savoie, situé sur la commune de Voglans, propose de nombreux vols à destination de l’international et dispose également d’un aérodrome utilisé pour le loisir.

#### Infrastructures routières
Le territoire communal est traversé par deux routes départementales, les D 912 (qui relie Saint-Alban-Leysse à Lescheraines) et D 913 (qui relie la commune à Aix-les-Bains), la seconde se fusionnant dans la première au niveau du col du Plainpalais.

#### Transports en commun

##### Transport ferroviaire
Le territoire communal n’étant pas traversé par le chemin de fer, aucun train ne dessert la commune. Les gares les plus proches sont celle de Chambéry - Challes-les-Eaux, située dans le centre-ville de Chambéry, et celle d’Aix-les-Bains-Le Revard, située dans le centre-ville de la station thermale.
Depuis celles-ci, il est possible de se rendre dans plusieurs villes, tant à l’échelle régionale que nationale, notamment Aix-les-Bains, Albertville, Annecy, Grenoble, Lyon, Valence, Marseille, Paris. En hiver, il n’est pas rare que des liaisons vers l’international soient proposées, principalement en raison des stations de ski alpines. Parmi ces navettes hivernales, on peut noter les trains à destination d’Amsterdam (Thalys), de Bruxelles (Thalys), de Genève, de Londres (Eurostar), de Milan ou encore de Turin.

##### Bus

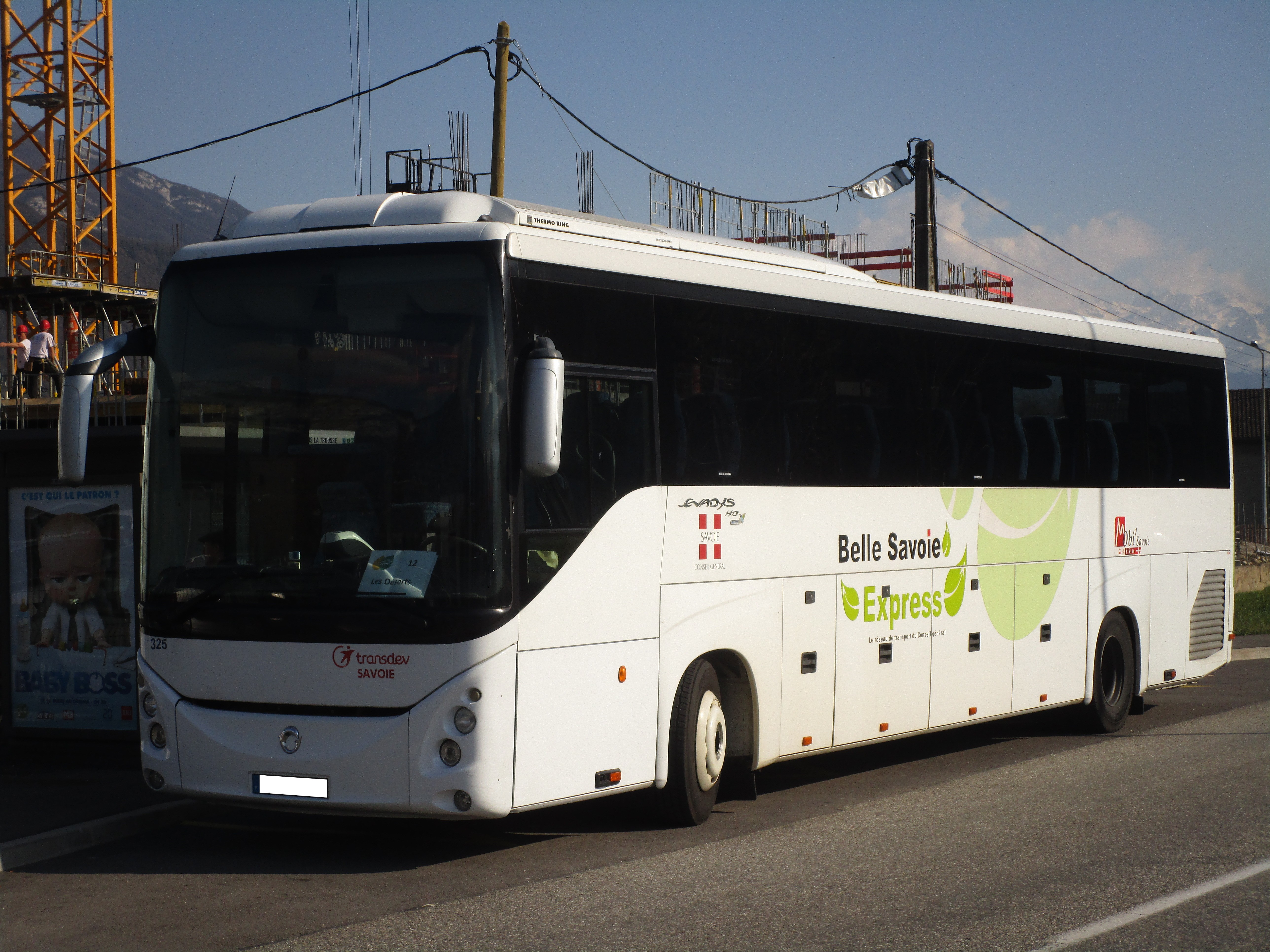
Un car circulant sur la ligne 12 du réseau STAC, ici à La Ravoire, en mars 2017.

Le territoire communal est desservi par une ligne du réseau de bus STAC, géré conjointement par Grand Chambéry et Transdev Chambéry. Il s’agit de la ligne  12 , qui dispose de son terminus dans la commune après y est entré par le sud. Elle relie Les Déserts au parc-relais de La Trousse, situé à La Ravoire, et dessert un seul arrêt sur le territoire désertier (“Les Déserts Chef-Lieu”).
En heures creuses, cette ligne est assurée en Transport à la demande, ce qui permet, en réservant son trajet jusqu’à deux heures avant l’heure souhaitée, d’être récupéré par un bus et déposé au parc-relais de La Trousse, d’où la ligne B assure des départs vers le centre-ville de Chambéry.
Le dimanche et les jours fériés, aucun bus ne circule dans la commune.

### Climat
Pour des articles plus généraux, voir Climat d'Auvergne-Rhône-Alpes et Climat de la Savoie.
En 2010, le climat de la commune est de type climat de montagne, selon une étude du Centre national de la recherche scientifique s'appuyant sur une série de données couvrant la période 1971-2000. En 2020, Météo-France publie une typologie des climats de la France métropolitaine dans laquelle la commune est exposée à un climat de montagne ou de marges de montagne et est dans la région climatique Alpes du nord, caractérisée par une pluviométrie annuelle de 1 200 à 1 500 mm, irrégulièrement répartie en été.
Pour la période 1971-2000, la température annuelle moyenne est de 8,4 °C, avec une amplitude thermique annuelle de 17 °C. Le cumul annuel moyen de précipitations est de 1 587 mm, avec 10,8 jours de précipitations en janvier et 9,2 jours en juillet. Pour la période 1991-2020, la température moyenne annuelle observée sur la station météorologique installée sur la commune est de 6,2 °C et le cumul annuel moyen de précipitations est de 1 652,2 mm,. Pour l'avenir, les paramètres climatiques de la commune estimés pour 2050 selon différents scénarios d'émission de gaz à effet de serre sont consultables sur un site dédié publié par Météo-France en novembre 2022.
| Mois                                  | jan.             | fév.          | mars           | avril            | mai             | juin          | jui.           | août            | sep.            | oct.          | nov.           | déc.           | année     |
| ------------------------------------- | ---------------- | ------------- | -------------- | ---------------- | --------------- | ------------- | -------------- | --------------- | --------------- | ------------- | -------------- | -------------- | --------- |
| Température minimale moyenne (°C)     | −5               | −5,3          | −2,7           | 0,3              | 4,3             | 7,9           | 9,6            | 9,7             | 6,2             | 3,4           | −1,3           | −4,1           | 1,9       |
| Température moyenne (°C)              | −1,3             | −1,3          | 1,5            | 4,7              | 8,8             | 12,6          | 14,6           | 14,5            | 10,7            | 7,6           | 2,5            | −0,4           | 6,2       |
| Température maximale moyenne (°C)     | 2,5              | 2,7           | 5,8            | 9,1              | 13,3            | 17,3          | 19,5           | 19,2            | 15,1            | 11,9          | 6,3            | 3,3            | 10,5      |
| Record de froid (°C) date du record   | −18,8 05.01.1995 | −24 05.02.12  | −18,6 01.03.05 | −10,8 14.04.1998 | −5,5 15.05.1995 | −2,5 04.06.01 | 0,6 13.07.1993 | −1,1 31.08.1995 | −2,5 30.09.1995 | −9,7 25.10.03 | −14,4 27.11.10 | −19,2 20.12.09 | −24 2012  |
| Record de chaleur (°C) date du record | 14,8 26.01.16    | 17,5 15.02.19 | 18,4 24.03.01  | 21,1 21.04.18    | 26,2 22.05.22   | 32,5 27.06.19 | 31,3 24.07.19  | 31,5 23.08.23   | 25,9 04.09.23   | 24,7 08.10.23 | 19,2 08.11.15  | 16 13.12.1994  | 32,5 2019 |
| Précipitations (mm)                   | 136,7            | 116,1         | 124,7          | 128,3            | 155,1           | 137,6         | 138,7          | 136,6           | 141,9           | 137,6         | 143,6          | 155,3          | 1 652,2   |

## Urbanisme

### Typologie
Au 1er janvier 2024, Les Déserts sont catégorisés commune rurale à habitat dispersé, selon la nouvelle grille communale de densité à sept niveaux définie par l'Insee en 2022.
Elle est située hors unité urbaine. Par ailleurs la commune fait partie de l'aire d'attraction de Chambéry, dont elle est une commune de la couronne,. Cette aire, qui regroupe 115 communes, est catégorisée dans les aires de 200 000 à moins de 700 000 habitants,.

### Occupation des sols
L'occupation des sols de la commune, telle qu'elle ressort de la base de données européenne d’occupation biophysique des sols Corine Land Cover (CLC), est marquée par l'importance des forêts et milieux semi-naturels (71,9 % en 2018), en diminution par rapport à 1990 (74 %). La répartition détaillée en 2018 est la suivante : 
forêts (65,1 %), prairies (24,6 %), milieux à végétation arbustive et/ou herbacée (6,8 %), zones urbanisées (3,4 %).
L'IGN met par ailleurs à disposition un outil en ligne permettant de comparer l’évolution dans le temps de l’occupation des sols de la commune (ou de territoires à des échelles différentes). Plusieurs époques sont accessibles sous forme de cartes ou photos aériennes : la carte de Cassini (XVIIIe siècle), la carte d'état-major (1820-1866) et la période actuelle (1950 à aujourd'hui).

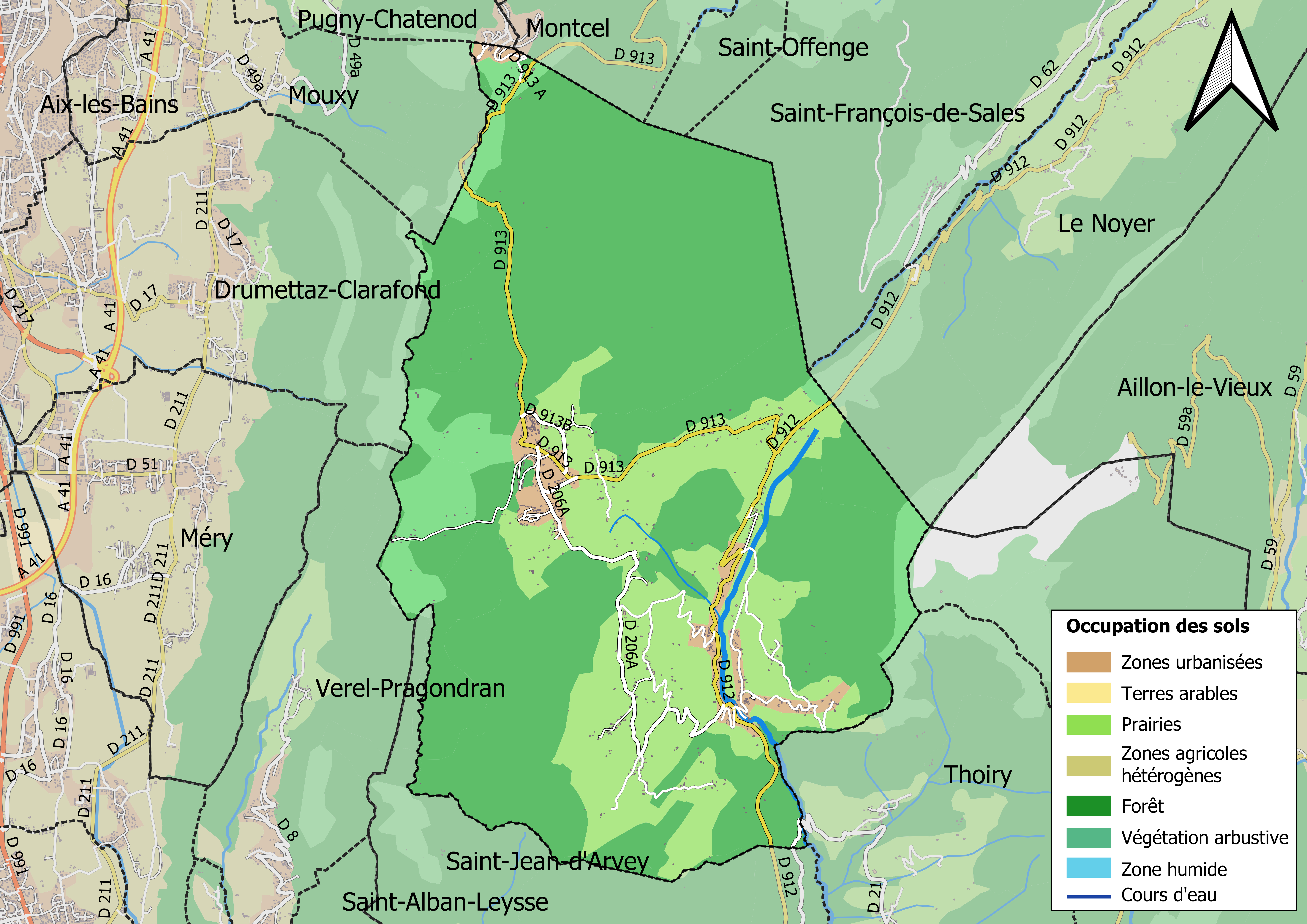
Carte des infrastructures et de l'occupation des sols en 2018 (CLC) de la commune.
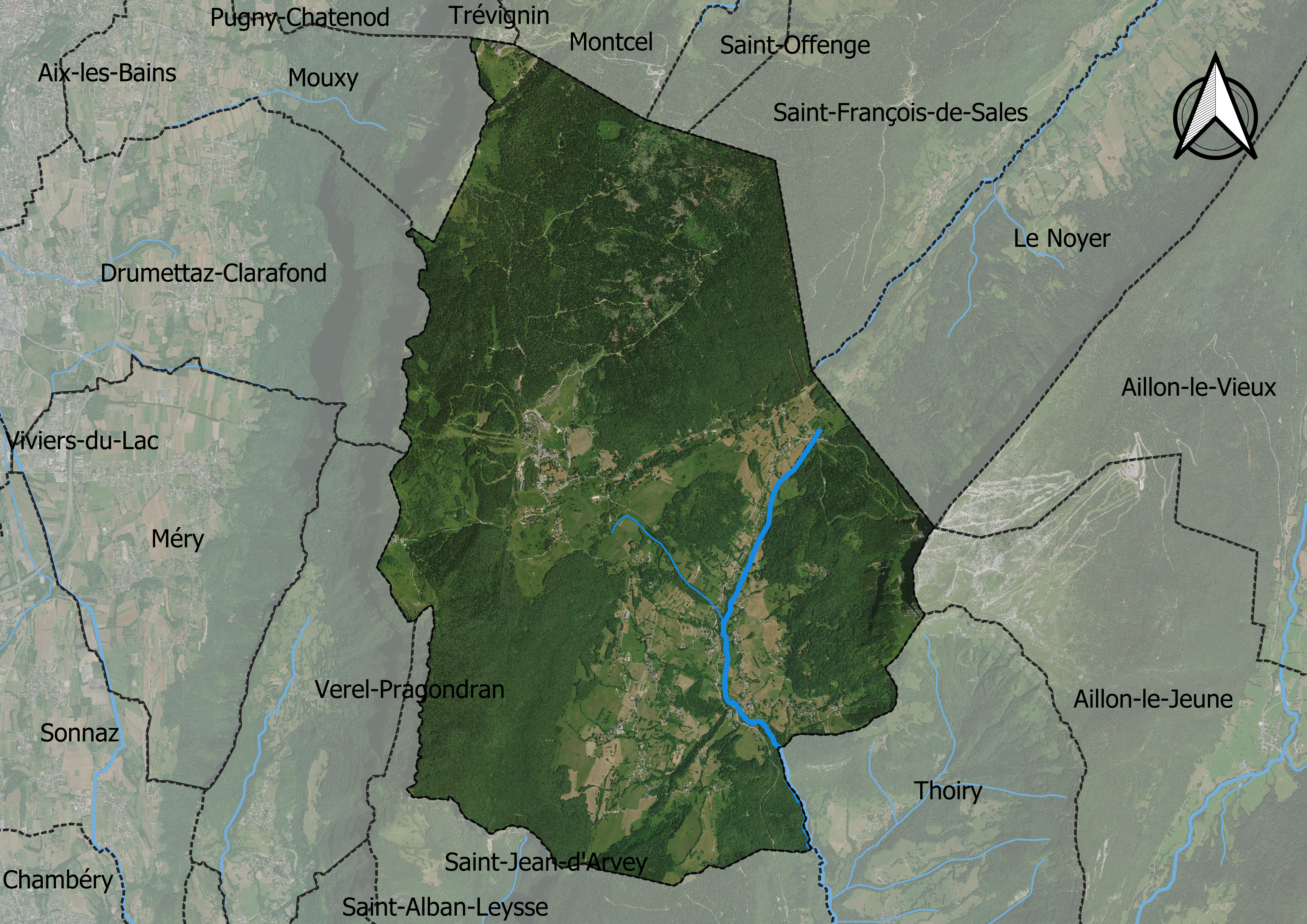
Carte orthophotogrammétrique de la commune.

## Toponymie
On trouve les formes anciennes Deserto (1340, 1356, 1497), Desertis (1414, 1497) ou encore Desertum au cours de la période médiévale. Ce toponyme désigne très probablement un « lieu peu cultivé avec habitat
isolé donnant l'impression d'un désert », soit un lieu défriché, avec une dérivation du mot essert. Adolphe Gros indique que « le procès-verbal de la visite pastorale de 1414 contient cette observation, qui a la prétention d'être une étymologie : Merito vocatur locus ille de Desertis, quia est. » Cette formulation se rapporte plutôt à la première définition indiquée, mais l'auteur cite également la seconde comme valable.
En francoprovençal, le nom de la commune s'écrit Lou Dézèr, selon la graphie de Conflans.

## Politique et administration

### Administration municipale
Le conseil municipal des Déserts se compose du maire, de quatre adjoints et de dix conseillers municipaux.
Le résultat des élections municipales de 2020 ont été les suivants : 
Voici ci-dessous le partage des sièges au sein du conseil municipal après les Élections municipales de 2014 en Savoie était le suivant :

### Tendances politiques et résultats
|                                 | 1er score | 1er score                             | 2e score | 2e score                                | Participation |
| Élections européennes de 2014   |           | 24,55 % pour Jean-Marie Le Pen (FN)   |          | 16,28 % pour Renaud Muselier (UMP)      | 55,71 %       |
| Élections municipales de 2014   |           | 55,73 % pour Pierre Garnier (SE)      |          | 52,78 % pour Daniel Monod (SE)          | 84,56 %       |
| Élections législatives de 2012  |           | 56,74 % pour Bernadette Laclais (PS)  |          | 43,26 % pour Christiane Brunet (DVD)    | 60,70 %       |
| Élection présidentielle de 2012 |           | 51,95 % pour François Hollande (PS)   |          | 48,05 % pour Nicolas Sarkozy (UMP)      | 84,19 %       |
| Élections régionales de 2010    |           | 58,13 % pour Jean-Jack Queyranne (PS) |          | 27,55 % pour Françoise Grossetête (UMP) | 55,65 %       |
| Élections cantonales de 2008    |           | 53,55 % pour Jean-Pierre Burdin (PRG) |          | 18,71 % pour Michael Guerin (FN)        | 72,86 %       |

### Liste des maires
| Période                                  | Période                    | Identité         | Étiquette | Qualité |
| ---------------------------------------- | -------------------------- | ---------------- | --------- | ------- |
| Les données manquantes sont à compléter. |                            |                  |           |         |
| ?                                        | 1977                       | Michel Dumaz     |           |         |
| 1977                                     | 1995                       | Jean-Pierre Brun | DVG       |         |
| décembre 1995                            | mars 2001                  | Michel André     |           |         |
| mars 2001                                | mars 2014                  | Jean-Louis Dumaz |           |         |
| mars 2014                                | juin 2020                  | Michel André     |           |         |
| juin 2020                                | En cours (au 30 juin 2020) | Sandra Ferrari   |           |         |

La commune fait partie :
- du canton de Saint-Alban-Leysse depuis 1973 ; avant, elle faisait partie du canton de Chambéry Nord ;
- du parc naturel des Bauges depuis sa création en décembre 1995 ;
- du syndicat mixte du grand plateau nordique, dénommé Savoie Grand Revard depuis sa création en 1990 ;
- du syndicat intercommunal du plateau de Leysse depuis sa création ;
- du syndicat départemental d'électricité de la Savoie ;
- du syndicat cantonal de Saint-Alban-Leysse depuis sa création le 1er juin 2002 ;
- de Chambéry métropole (devenue Chambéry métropole - Cœur des Bauges au 1er janvier 2017) depuis le 2 septembre 2005.

## Population et société
Les habitants de la commune sont appelés les Désertiers.

### Démographie
L'évolution du nombre d'habitants est connue à travers les recensements de la population effectués dans la commune depuis 1793. Pour les communes de moins de 10 000 habitants, une enquête de recensement portant sur toute la population est réalisée tous les cinq ans, les populations de référence des années intermédiaires étant quant à elles estimées par interpolation ou extrapolation. Pour la commune, le premier recensement exhaustif entrant dans le cadre du nouveau dispositif a été réalisé en 2008.

En 2022, la commune comptait 826 habitants, en évolution de +5,9 % par rapport à 2016 (Savoie : +3,63 %, France hors Mayotte : +2,11 %).
| 1793  | 1800  | 1806  | 1822  | 1838  | 1848  | 1858  | 1861  | 1866  |
| ----- | ----- | ----- | ----- | ----- | ----- | ----- | ----- | ----- |
| 1 015 | 1 047 | 1 046 | 1 350 | 1 452 | 1 526 | 1 410 | 1 379 | 1 384 |

| 1872  | 1876  | 1881  | 1886  | 1891  | 1896  | 1901  | 1906 | 1911 |
| ----- | ----- | ----- | ----- | ----- | ----- | ----- | ---- | ---- |
| 1 430 | 1 415 | 1 273 | 1 328 | 1 232 | 1 177 | 1 044 | 998  | 915  |

| 1921 | 1926 | 1931 | 1936 | 1946 | 1954 | 1962 | 1968 | 1975 |
| ---- | ---- | ---- | ---- | ---- | ---- | ---- | ---- | ---- |
| 736  | 709  | 702  | 674  | 713  | 560  | 494  | 467  | 455  |

| 1982 | 1990 | 1999 | 2006 | 2008 | 2013 | 2018 | 2022 | - |
| ---- | ---- | ---- | ---- | ---- | ---- | ---- | ---- | - |
| 511  | 512  | 662  | 760  | 787  | 758  | 810  | 826  | - |

### Sports
La station de sports d'hiver de La Féclaz se trouve sur la commune. Elle fait partie de Savoie Grand Revard, qui est le plus grand domaine français de ski de fond.
Des aménagements, notamment pour des pistes de VTT DH, ont été réalisés pour la période estivale.

## Culture et patrimoine

### Lieux et monuments

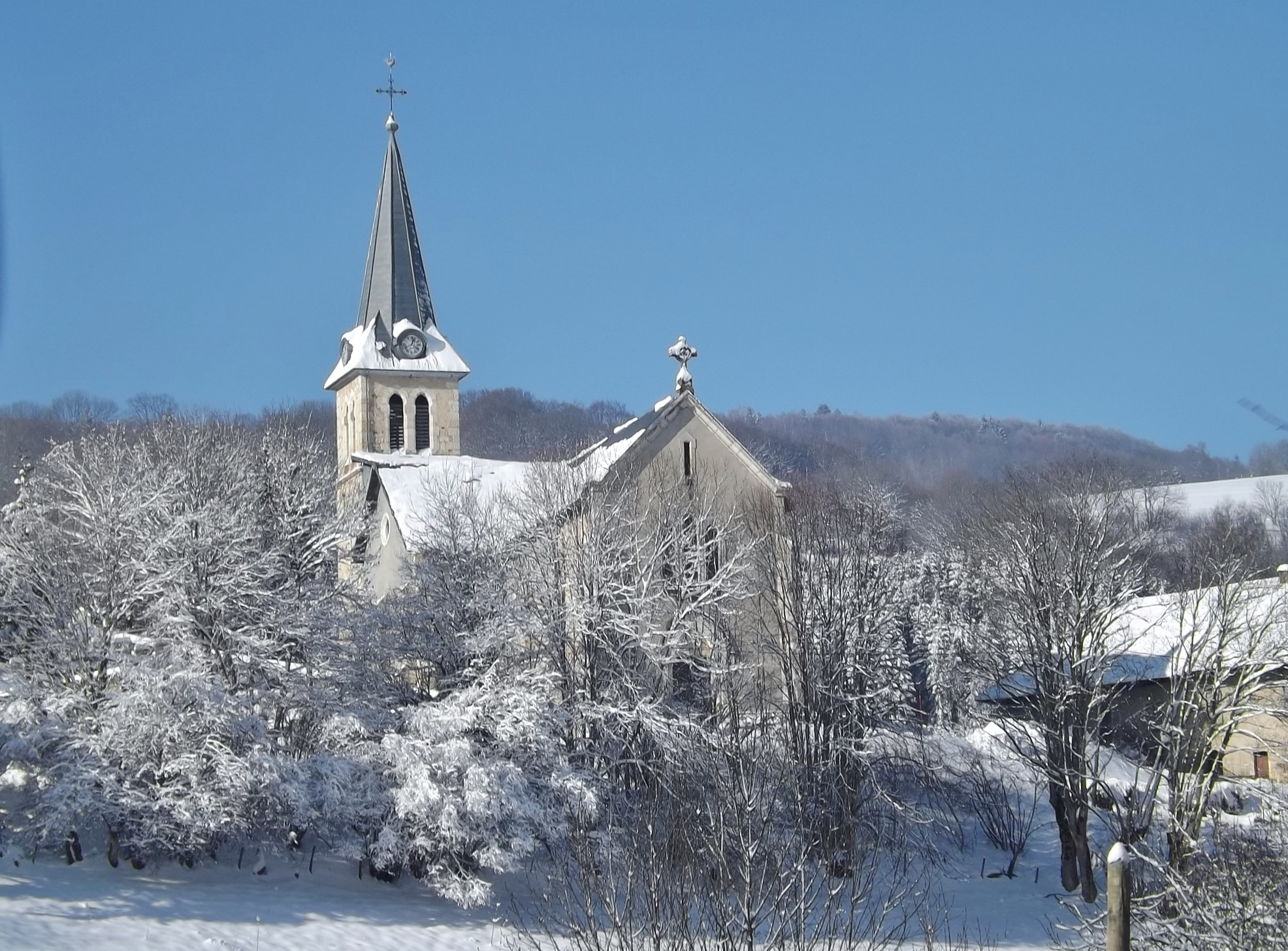
L'église des Déserts en hiver.

- L'église placée sous le patronage de Saint Michel. Le nouvel édifice est construit selon les plans de l'architecte Faitaz, en 1878. Elle est consacrée en 1880[19],[20] ;
- le mont Revard ;
- la croix du Nivolet (mise en place en 1861, reconstruite en 1911, puis en 1960[21],[22]). En 1960, la croix est illuminée pour les célébrations du centenaire du rattachement de la Savoie à la France, puis elle est à nouveau endommagée. Une nouvelle installation est mise en place en 1989 en vue des Jeux Olympiques d'Albertville en 1992[23] ;
- la chapelle dédiée à Notre-Dame-des-Neiges (1936) située à La Féclaz[24].

### Personnalités liées à la commune
- Adrienne Monnier (1892-1955), libraire, bibliothécaire et éditrice à Paris, était originaire par sa mère des Déserts et y passait tous ses étés avec sa compagne Sylvia Beach, éditrice et libraire à l enseigne de  Shakespeare et compagny . Cette dernière y acheta même un chalet[réf. nécessaire].
- Albert Dumaz, abattu par l'occupant allemand au village de Plainpalais, sous les yeux de ses parents lors d'un contrôle d'identité.
- Murielle et Yves Radici, dont la maison ornée de plus de 80 nichoirs à oiseaux qu'ils ont eux-mêmes conçus a servi de décor au film L'Homme qui rêvait de voler comme un Oiseau avec Baptiste Bourdier et Henri Gavino[25].
- Marius Badin, résistant, conseiller d'arrondissement socialiste du canton d'Aiguebelle, Mort pour la France le 20 mai 1942 dans la commune des Déserts.